# Europaparlamentsvalet i Finland 1996
Europaparlamentsvalet i Finland 1996 ägde rum söndagen den 20 oktober 1996. Drygt fyra miljoner personer var röstberättigade i valet om de sexton mandat som Finland hade tilldelats innan valet. I valet tillämpade landet ett valsystem med partilistor och d’Hondts metod, utan någon spärr för småpartier. Finland var inte uppdelat i några valkretsar, utan fungerade som en enda valkrets i valet. Valet var det första Europaparlamentsvalet som genomfördes i Finland, som hade anslutit sig till Europeiska unionen den 1 januari 1995. Eftersom anslutningen skedde mitt i en valperiod, ägde valet endast rum i Finland som ett extrainsatt sådant. Mellan Finlands anslutning och valet, hade Finlands riksdag utsett vilka personer som skulle sitta för Finlands del i Europaparlamentet.
Centern i Finland blev det största partiet med nästan var fjärde röst. Partiet erhöll fyra mandat, ett mindre än vad som hade utsetts av riksdagen under övergångsperioden. Även Socialdemokraterna och Samlingspartiet vann mer än 20 procent av rösterna och kunde därmed behålla fyra mandat var. Vänsterförbundet vann ett mandat till med sina drygt tio procent av rösterna. Även Gröna förbundet och Svenska folkpartiet kunde behålla sina mandat, medan Kristdemokraterna misslyckades med att vinna något mandat.
Valdeltagandet var lågt i jämförelse med Finlands riksdagsval. 57,60 procent av de röstberättigade valde att delta i valet. Även om deltagandet var lågt i ett finskt sammanhang, var det högre än valdeltagandet i de efterföljande Europaparlamentsvalen. Det låg också marginellt över det genomsnittliga valdeltagandet i hela unionen i Europaparlamentsvalet 1994.

## Valresultat
|                                                                                                 |         |  |           |        |
|                                                                                                 | Andel   |  | Antal     | Mandat |
| Centern i Finland                                                                               | 24,36 % |  | 548 041   | 4      |
| Centern i Finland                                                                               |         |  | –1        |        |
| Socialdemokraterna                                                                              | 21,45 % |  | 482 577   | 4      |
| Socialdemokraterna                                                                              |         |  | ±0        |        |
| Samlingspartiet                                                                                 | 20,17 % |  | 453 729   | 4      |
| Samlingspartiet                                                                                 |         |  | ±0        |        |
| Vänsterförbundet                                                                                | 10,51 % |  | 236 490   | 2      |
| Vänsterförbundet                                                                                |         |  | +1        |        |
| Gröna förbundet                                                                                 | 7,59 %  |  | 170 670   | 1      |
| Gröna förbundet                                                                                 |         |  | ±0        |        |
| Svenska folkpartiet                                                                             | 5,75 %  |  | 129 425   | 1      |
| Svenska folkpartiet                                                                             |         |  | ±0        |        |
| Övriga partier och kandidater                                                                   | 10,16 % |  | 228 479   | 0      |
| Övriga partier och kandidater                                                                   |         |  | ±0        |        |
| Ogiltiga och blanka röster                                                                      | 4,95 %  |  | 117 093   | 0      |
| Ogiltiga och blanka röster                                                                      |         |  | ±0        |        |
| Valdeltagande                                                                                   | 57,60 % |  | 2 366 504 | 16     |
| Valdeltagande                                                                                   |         |  | ±0        |        |
| Antal röstberättigade 4 108 703 04 PES 04 EPP 00 EDA 05 ELDR 02 GUE/NGL 01 G 00 ERA 00 EN 00 NI |         |  |           |        |